# Elecciones presidenciales de Macedonia del Norte de 2019
Las elecciones presidenciales se celebraron en Macedonia del Norte el 21 de abril de 2019, no habiendo obtenido más del 50 % requerido el ganador, se requirió una segunda vuelta el 5 de mayo de 2019. El presidente en ejercicio, Gjorge Ivanov, estaba imposibilitado constitucionalmente para buscar un tercer período en el cargo, habiendo sido elegido anteriormente en 2009 y 2014.

## Trasfondo
Las elecciones presidenciales de 2019 fueron las primeras desde el cambio de nombre del país según las negociaciones con las cuales Grecia se comprometió a no vetar la entrada de este país en la Unión Europea y la OTAN.

## Sistema electoral
El presidente de Macedonia del Norte es elegido utilizando un sistema modificado de dos rondas. Un candidato solo puede ser elegido en la primera ronda de votación si recibe el equivalente a más del 50 % de los votos de todos los votantes registrados. En la segunda ronda, la participación electoral debe ser al menos del 40 % para que el resultado se considere válido.
La Constitución estipula que el presidente debe ser mayor de 40 años y haber vivido en el país durante diez de los últimos quince años.